# 弗米利恩鎮區 (伊利諾伊州拉薩爾縣)
弗米利恩鎮區（英語：Vermillion Township）是位於美國伊利諾伊州拉薩爾縣的一個行政鎮區。

## 地方資料
根據2010年美國人口普查的數據，弗米利恩鎮區的面積為59.80平方千米，當中陸地面積為59.70平方千米，而水域面積為0.10平方千米。當地共有人口377人，而人口密度為每平方千米6.3人。